# Wola Sękowa
Wola Sękowa is een plaats in het Poolse district  Sanocki, woiwodschap Subkarpaten. De plaats maakt deel uit van de gemeente Bukowsko en telt 240 inwoners.

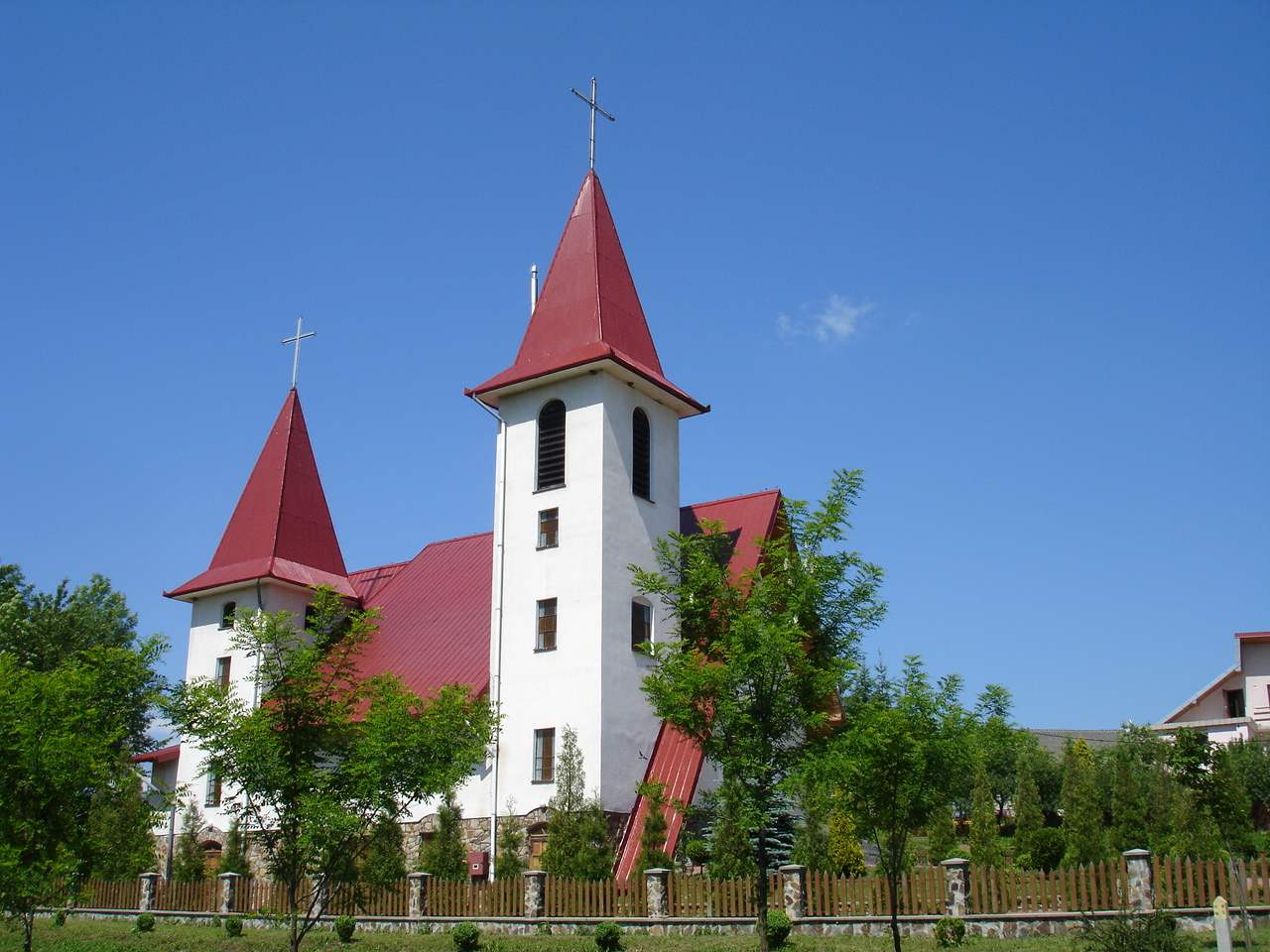
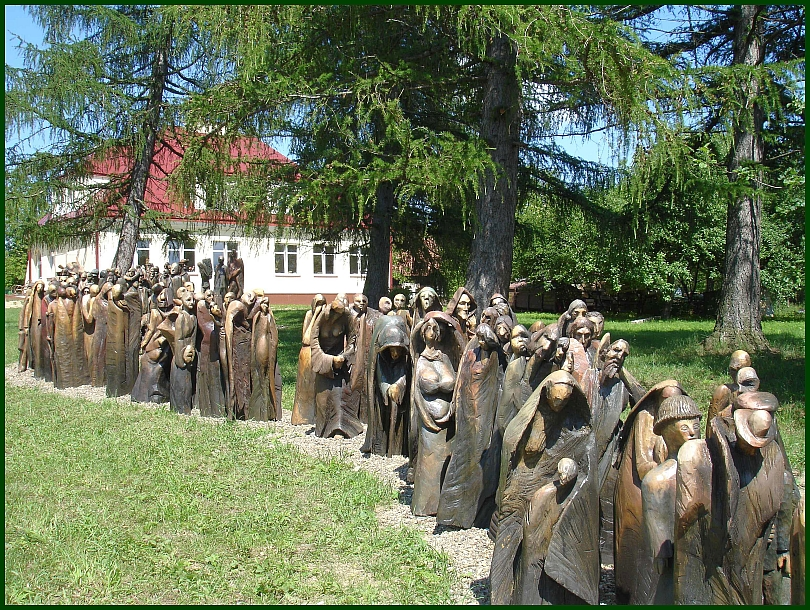
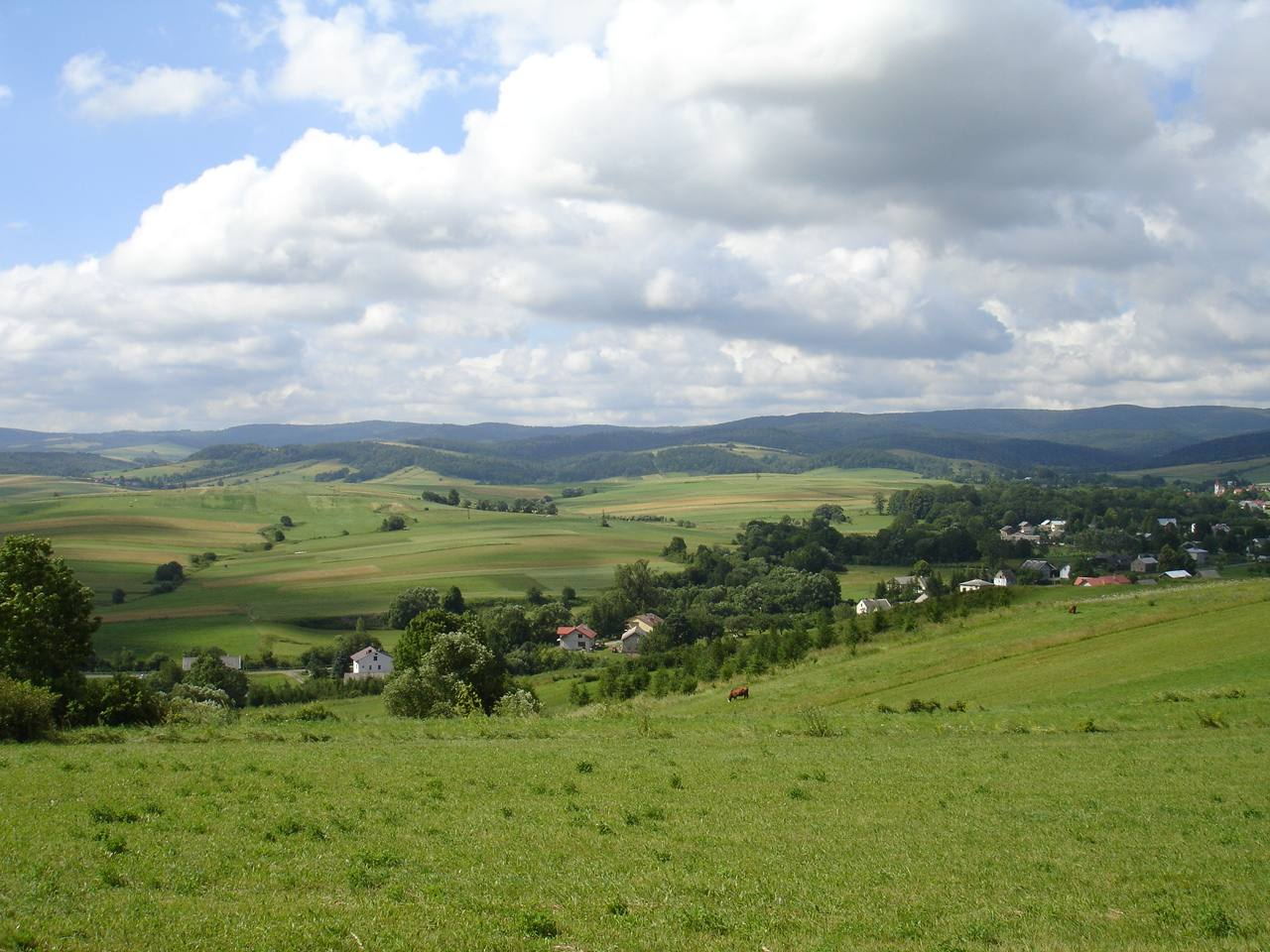
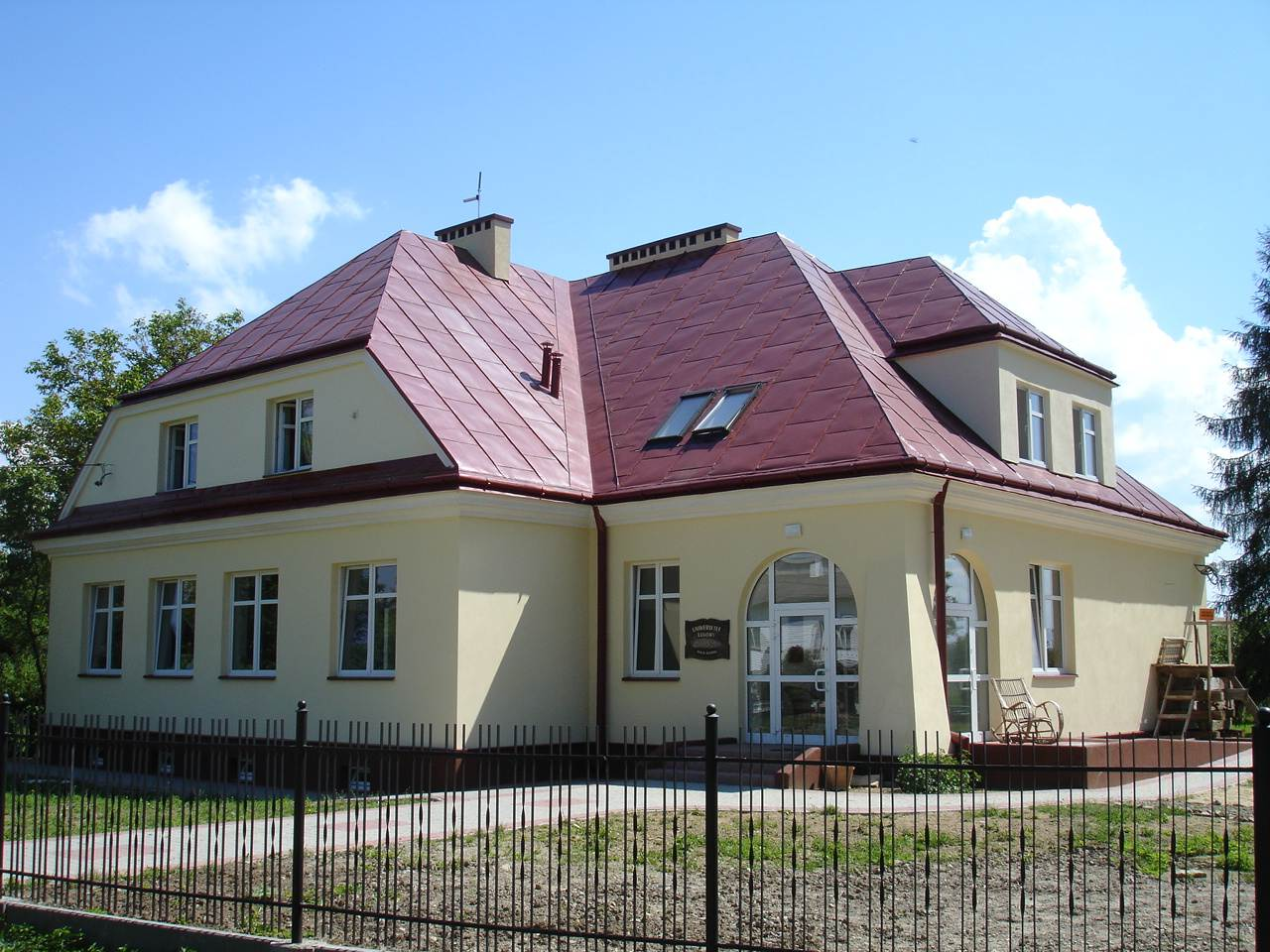
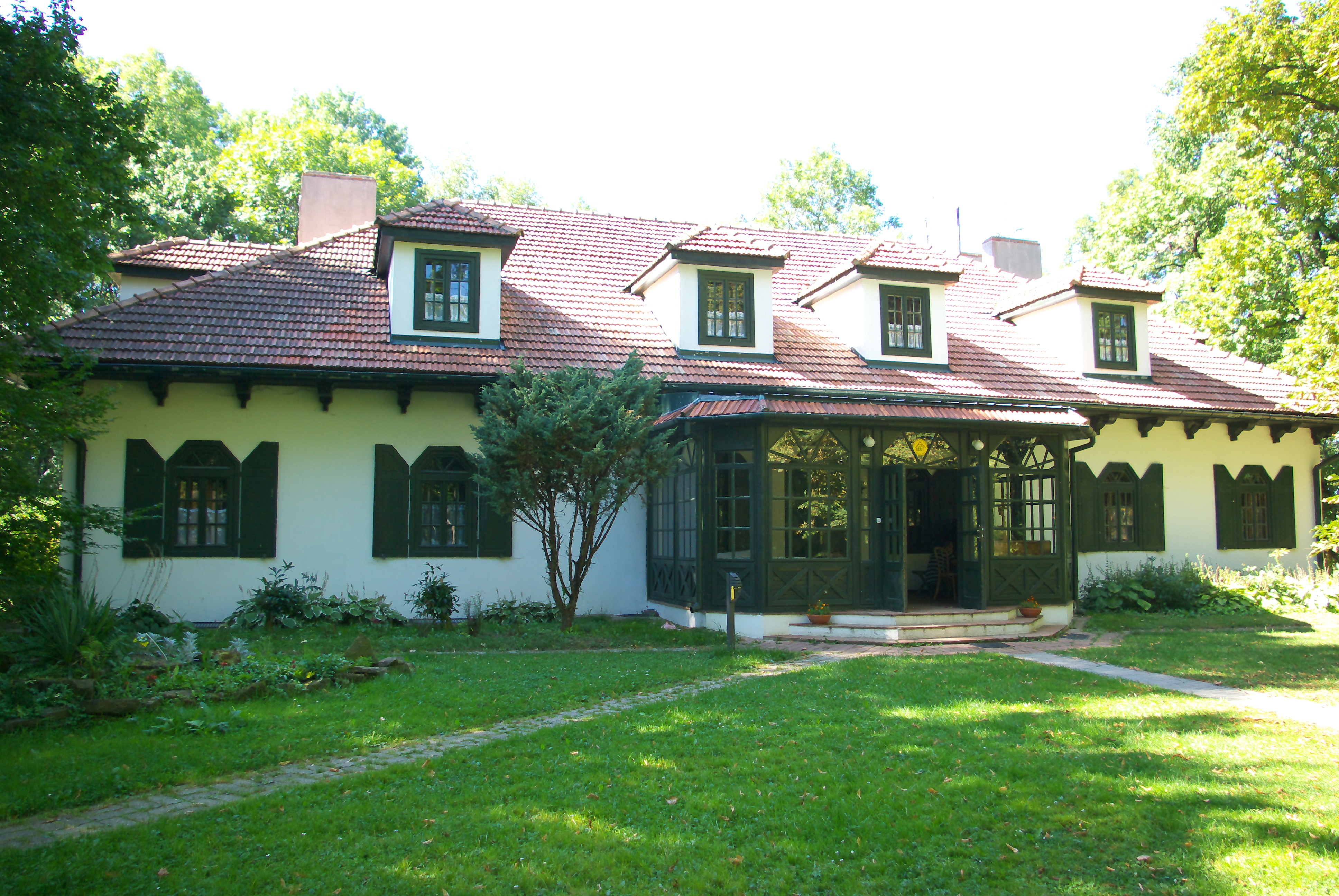
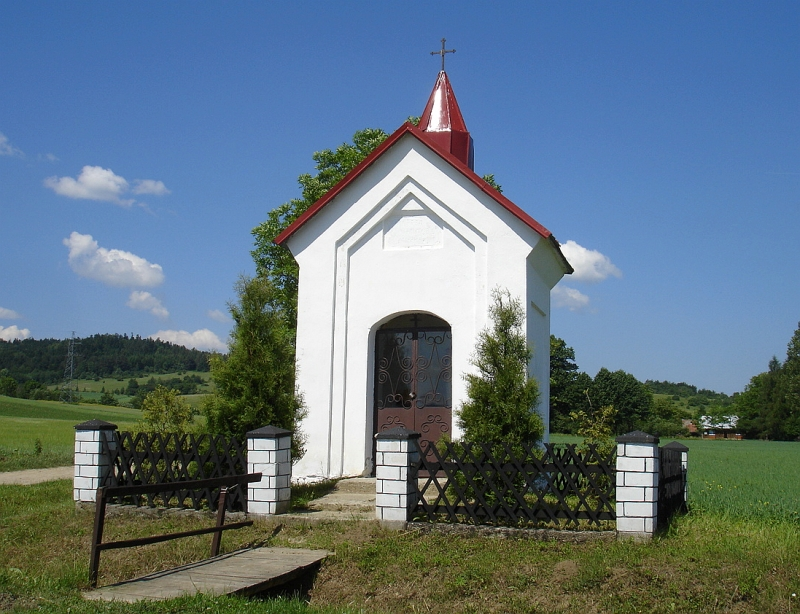